# Secans del Segrià i Utxesa
Secans del Segrià i Utxesa és un espai natural protegit situat en la zona del baix Segrià que pertany als municipis d'Alcanó, Torres de Segre, Sarroca de Lleida, Aitona, Seròs, Llardecans i La Granja d'Escarp. Engloba la zona humida corresponent al Pantà d'Utxesa, la zona estepària dels Erms d'Aitona i la granja d'Escarp-Seròs. És un espai declarat com a Zona d'Especial Protecció per a les Aus (ZEPA) i inclòs a la Xarxa Natura 2000.

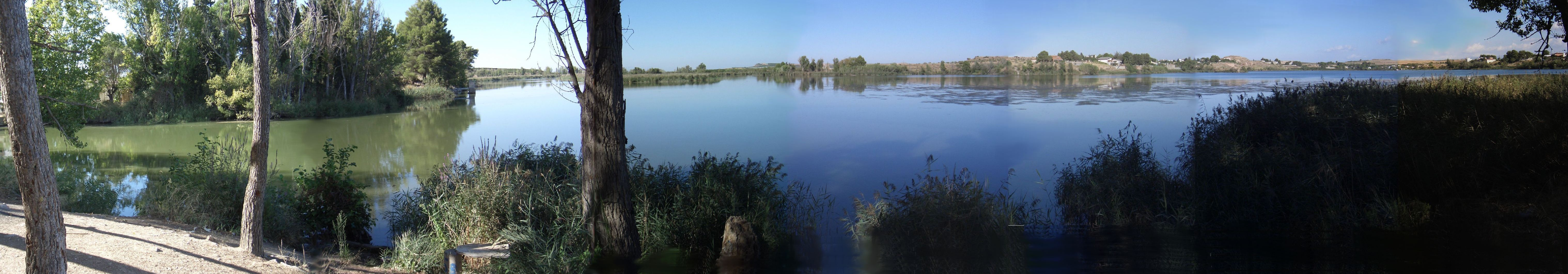
Embassament d'Utxesa

## Vegetació
L'espai natural dels Secans de Segrià- Utxesa presenta una gran extensió de sòl agrícola de conreus llenyosos de secà, dominats per l'olivera i els arbres fruiters, ús que ocupa el 64,4% de la seva superfície. Tot i això, destaca un percentatge força alt de territori en què encara es manté la vegetació natural, essent el segon espai natural protegit del conjunt d'espais de la Plana de Lleida amb més superfície natural. Els conreus herbacis de secà tenen una petita representació en aquest espai. Pràcticament la meitat de la vegetació natural està formada per brolles de romaní amb foixarda i matollars halonitròfils de sòls àrids, aquests últims concentrats a la zona central de l'àmbit, entre les carreteres de Seròs a Maials i d'Aitona a Llardecans.
Les pinedes de pi blanc de l'extrem sud constitueixen la vegetació forestal natural de l'espai. Cal destacar l'existència de 3 dels 5 hàbitats d'interès prioritari presents en el conjunt dels Espais Naturals Protegits de la Plana de Lleida. La seva presència es deu principalment a l'existència del pantà d'Utxesa. És en aquest espai humit on s'hi troben les comunitats halòfiles de sòls d'humitat molt fluctuant i els aiguamolls calcaris amb mansega. De manera més extensa i repartida arreu de l'espai natural s'hi troben els prats mediterranis rics en anuals, essent més abundants entorn del tossal de Ventafarines i del barranc de Valldemora.

## Fauna

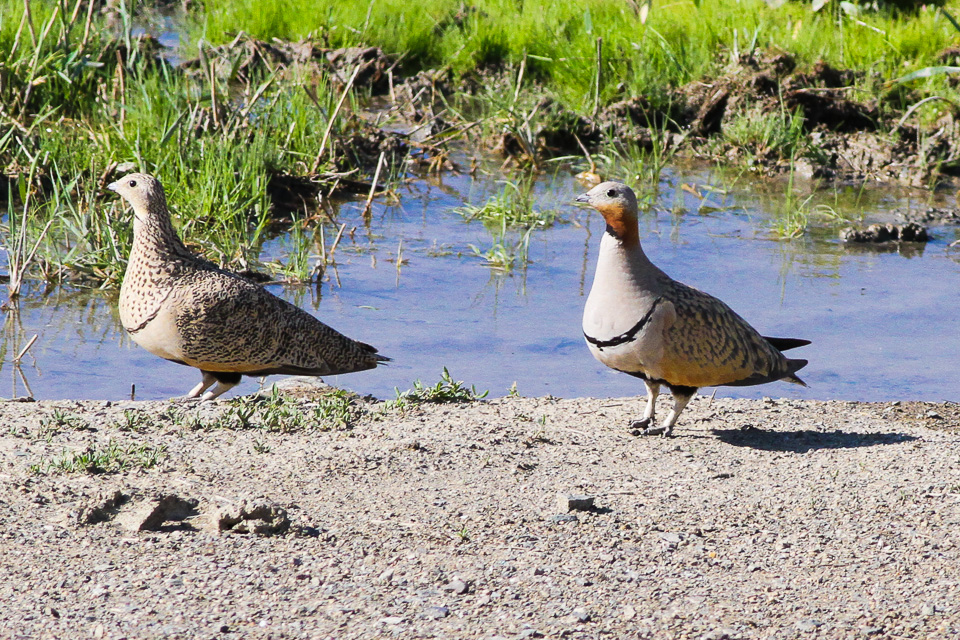
Xurra (Pterocles orientalis)

En aquesta Zona d'Especial Protecció per a les Aus (ZEPA), les espècies estèpiques es troben molt ben representades com la xurra (Pterocles orientalis), amb més del 50% de la població catalana, el gaig blau (Coracias garrulus) amb al voltant del 10% de les parelles de Catalunya, la terrerola rogenca (Calandrella rufescens), la terrerola vulgar (Calandrella brachydactyla), la calandria (Melanocorypha calandra) amb vora 535 parelles, i també la ganga (Pterocles alchata) que molt aïlladament apareix als Erms d'Aitona i la Granja d'Escarp. Pel sisó (Tetrax tetrax) i el xoriguer petit (Falco naumanni), aquest espai és una àrea amb presència esporàdica, si bé potencialment bona quant a característiques de l'hàbitat. Tampoc s'han d'oblidar altres aus d'interès com l'abellerol (Merops apiaster), el torlit (Burhinus oedicnemus) la cogullada fosca (Galerida theklae) i comuna (Galerida cristata) o el trobat (Anthus campestris). Entre els rapinyaires sedentaris destaca l'àguila cuabarrada (Hieraaetus fasciatus), el falcó pelegrí (Falco peregrinus) i el duc (Bubo bubo). També destaca la presència de la gralla de bec vermell (Pyrrhocorax pyrrhocorax).

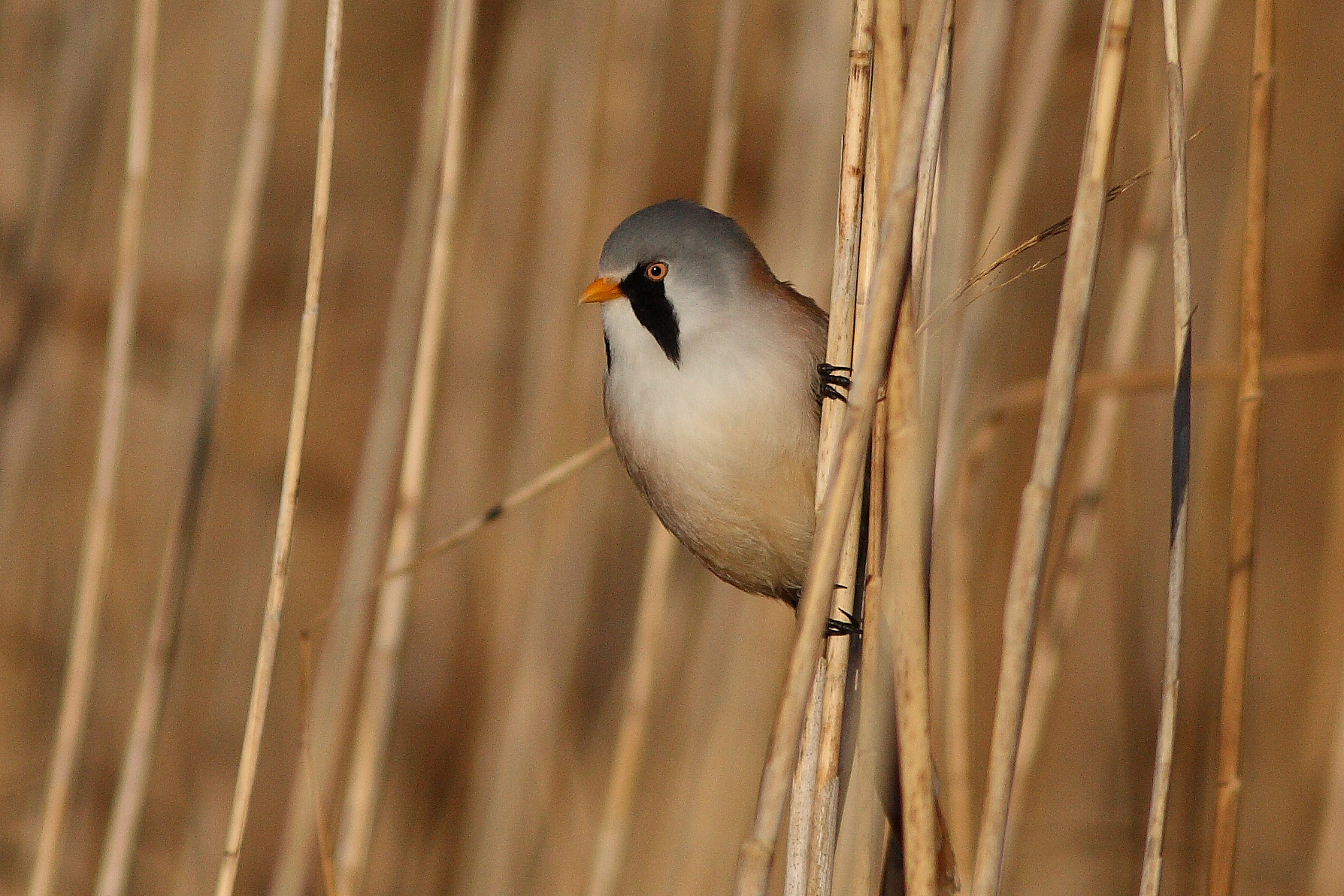
Mallerenga de bigotis

L'embassament d'Utxesa, situat dins la ZEPA dels Secans de Segrià i Utxesa, té, lògicament, una gran importància per les aus aquàtiques, però en destaca principalment la seva importància per les aus lligades al canyissar, de manera que ha estat considerada com una de les 23 localitats més importants a Catalunya d'aquests tipus d'aus i, específicament, la més important per la mallerenga de bigotis (Panurus biarmicus) el repicatalons (Emberiza schoeniclus ssp. witerbii) amb aproximadament 25 parelles i la boscarla mostatxuda (Acrocephalon melanopogon) amb entre 5 i 10 parelles. També nidifiquen altres espècies típiques de canyissar i algunes espècies d'ardeides com l'agró roig (Ardea purpurea), el martinet blanc (Egretta garzetta), el martinet menut (Ixobrychus minutus), el martinet de nit (Nycticorax nycticorax) i el bernat pescaire (Ardea cinerea). L'embassament és també un punt d'aturada en pas migratori i d'hivernada de nombroses espècies d'ànecs. Entre els rapinyaires que nidifiquen a l'espai cal destacar l'arpella (Circus aeruginosus) amb 16 parelles l'any 2009 (el 27% del total de nius de la plana de Lleida).